# Caterpillar

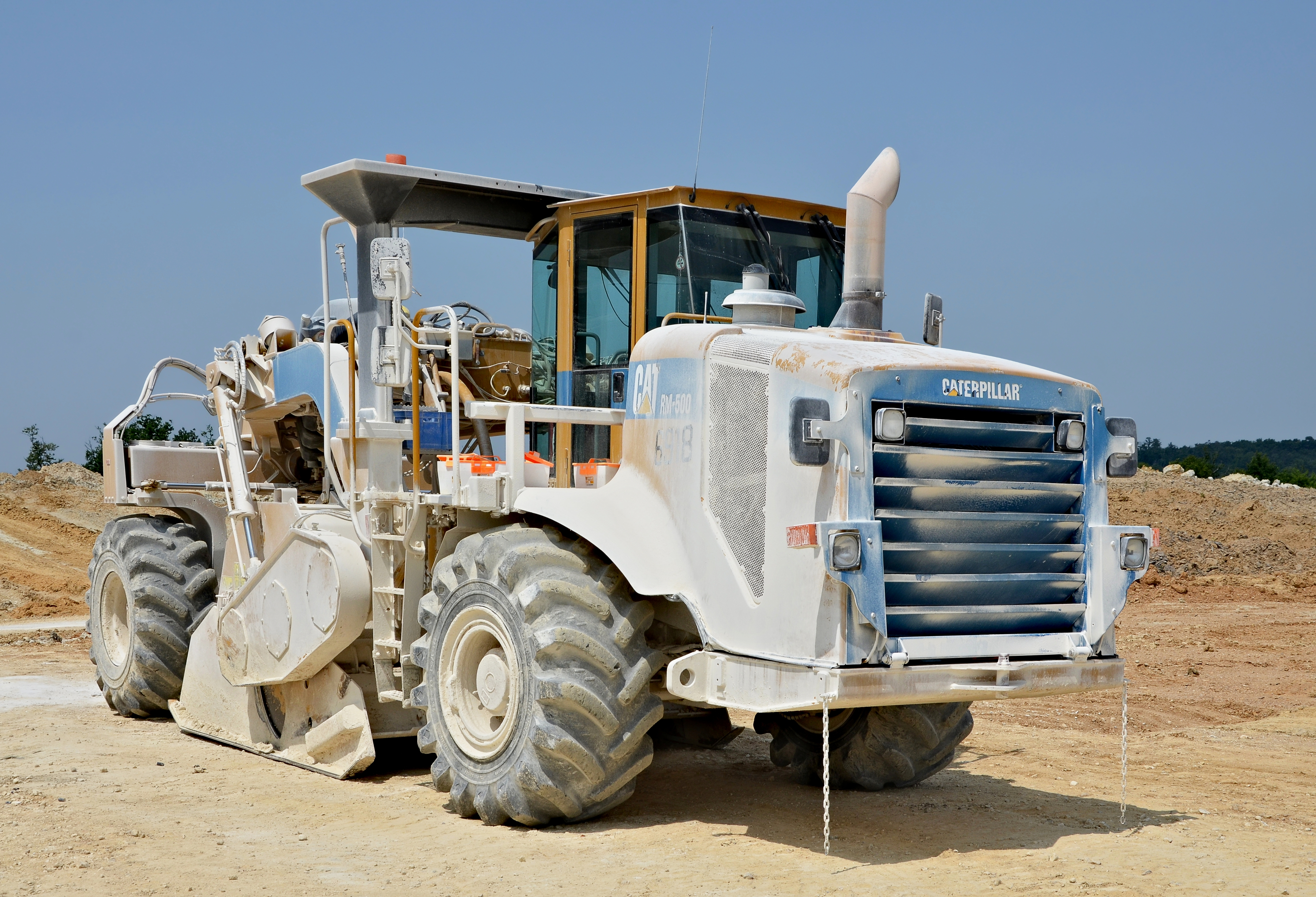
Caterpillar RM-500

Caterpillar Inc. este o companie americană cu sediul în Peoria, Illinois, care produce echipament greu pentru construcții și industria minieră și motoare.
Caterpillar este un important producător de motoare diesel și este cel mai mare fabricant de echipamente pentru minerit și construcții (buldozere și excavatoare) din lume.